# Бруз Володимир Семенович
Володи́мир Семе́нович Бруз  (нар. 28 лютого 1930, Херсон — 15 січня 2017, Київ) — український історик, політолог, дипломат. Доктор історичних наук (1970). Професор (1972). Заслужений діяч науки і техніки України (1995). Син Бруза Семена Григоровича.

## Біографія
1948 року закінчив із медаллю школу і вступив до Київського державного університету на факультет міжнародних відносин. 1953 року закінчив університет.
У 1953—1956 роках був аспірантом кафедри історії міжнародних відносин Київського університету, де 1956 року достроково захистив кандидатську дисертацію «Англо-радянські відносини в 1924—1927 роках» (науковий керівник — кандидат історичних наук, доцент А. О. Джеджула).
1970 року в Київському університеті захистив докторську дисертацію «Боротьба СРСР за колективну безпеку в Європі і політика західних держав у 1933—1937 роках».
Від 1953 року працював у Київському університеті: асистент, старший викладач, в. о. доцента, доцент (від 1957 року), професор (у 1972—1983 роках), завідувач кафедри історії СРСР (у 1978—1983 роках).
Від 1983 року до травня 1990 року перебував у закордонному відрядженні, працював у секретаріаті ООН, був директором Центру проти апартеїду.
У 1990—2000 роках — професор кафедри міжнародних організацій і дипломатичної служби, від 2000 року — провідний науковий співробітник Інституту міжнародних відносин і професор кафедри зовнішньої політики й міжнародного права Дипломатичної академії при Міністерстві зовнішніх справ України.
У 1993—1995 роках був відповідальним секретарем Національного комітету з підготовки до відзначення 50-ї річниці ООН.
Учасник міжнародних конференцій ООН: Індія (січень 1967 року), США, Англія, Франція, Канада (листопад 1970 року — травень 1971 року), Угорщина (червень 1973 року), США (жовтень 1975 року), Мозамбік (травень 1977 року).

### Відзнаки
18 жовтня 1995 року Указом Президента України «з нагоди 50-ї річниці заснування Організації Об'єднаних Націй, за багаторічну плідну дипломатичну діяльність» Володимирові Брузу надано почесне звання «Заслужений діяч науки і техніки України».

## Наукова діяльність
Вивчає проблеми теорії миротворчої діяльності ООН, урегулювання міжнародних конфліктів, реформування ООН.
Досліджує роль міжнародних організацій у зміцненні національної безпеки України.

### Праці
- Англія сьогодні. — Київ, 1958.
- Боротьба СРСР за мир і колективну безпеку в Європі (1933—1935): Навчальний посібник. — Київ, 1967 (співавтор).
- Українська РСР у Великій Вітчизняній війні Радянського Союзу 1941—1945 рр. — Київ, 1967, 1968 (співавтор).
- ООН і врегулювання міжнародних конфліктів. — Київ, 1995.
- Спеціалізовані установи системи ООН. — Київ, 1995 (співавтор).
- ООН у системі міжнародних відносин. — Київ, 1995 (співавтор).
- Міжнародні регіональні організації. — Київ, 1998 (співавтор).
- Міжнародні відносини та зовнішня політика (1945 — 1970-і роки): Підручник у двох томах. — Київ, 1999 (співавтор).
- Україна в ООН: проблеми міжнародної національної безпеки // Політична думка. — 1994. — № 4.
- Проблеми санкції ООН: їх необхідність та ефективність // Політика і час. — 1997. — № 5—6.
- Принципи одноголосності в Раді безпеки ООН // Політика і час. — 1999. — № 3.
- ООН і НАТО: проблеми співробітництва // Науковий вісник Дипломатичної академії України. — Київ, 2000.
- Рада безпеки ООН: проблеми реформування // Політика і час. — 2001. — № 10.
- Проблеми об'єктивного осмислення та інформаційного забезпечення засад курсу України на Євроатлантичну інтеграцію // Науковий вісник Дипломатичної академії України. — 2003. — № 9.